# Danmark ved vinter-OL 2018
Danmark deltager i vinter-OL 2018 i Pyeongchang, Sydkorea. Det danske OL-holds chef de mission er, som ved vinter-OL 2014, Morten Schram Rodtwitt.  DIF har udpeget OL-debutanten Elena Rigas (Hurtigløb på skøjter) til at være fanebærer ved åbningsceremonien.

## Deltagere
Nedenfor er listet de enkelte sportsgrene ved vinter-OL i 2018, hvor det først beskrives hvordan deltagerne kvalificerede sig, derefter hvem der blev udtaget til legene og endelig hvordan de forskellige atleter klarede sig ved selve legene. Sportsgrene, hvor Danmark ikke deltog, er generelt ikke medtaget. Dog er enkelte sportsgrene medtaget for fuldstændighedens skyld. 

## Danske deltagere
| Sportsgren           | Herrer | Damer | Total |
| -------------------- | ------ | ----- | ----- |
| Alpint skiløb        | 2      | 0     | 2     |
| Curling              | 5      | 5     | 10    |
| Freestyle skiløb     | 0      | 1     | 1     |
| Hurtigløb på skøjter | 2      | 1     | 3     |
| Langrend             | 1      | 0     | 1     |
| Total                | 10     | 7     | 17    |

### Alpint skiløb

#### Kvalifikation
Kvalifikation kunne opnås for herrer og damer i Styrtløb, Super-G, Superkombination, Slalom og Storslalom. Det første krav var at atleten var blandt de 500 bedste i den enkelte disciplin. Herudover skulle deltagerne have et maximum antal FIS-points, som var opgjort på en særlig olympisk rangliste (FIS-points), der dækkede perioden 1. juli 2016 - 22. januar 2018. Af dansk interesse var der særlig fokus på de mandlige konkurrencer, hvor kravet var maximum 80 FIS-points for Styrtløb og Super-G og maximum 140 FIS-points for de øvrige discipliner.  Ved periodens slutning havde Christoffer Faarup kvalificeret sig til legene, mens Casper Dyrbye Næsted havde klaret de nationale krav og da der viste sig en ekstra plads, da en anden nation ikke udnyttede deres kvoteplads åbnede muligheden sig. 
| H/D    | Udøver               | Disciplin                         |
| ------ | -------------------- | --------------------------------- |
| Herrer | Christoffer Faarup   | Styrtløb Super-G Superkombination |
| Herrer | Casper Dyrbye Næsted | Slalom Storslalom                 |

#### Udtagelse
Nedenfor er listet atleter, som blev udtaget af Danmarks Idrætsforbund’s bestyrelse på baggrund af en indstilling fra Danmarks Skiforbund. 
| H/D    | Udøver               | Disciplin                         |
| ------ | -------------------- | --------------------------------- |
| Herrer | Christoffer Faarup   | Styrtløb Super-G Superkombination |
| Herrer | Casper Dyrbye Næsted | Slalom Storslalom                 |

#### Resultater
Nedenfor er listet de opnåede resultater. 
| Dato             | Konkurrence               | Placering | Name                 | 1. gennemløb     | Placering | 2. gennemløb | Placering | Samlet  | Tidsdiff. |
| ---------------- | ------------------------- | --------- | -------------------- | ---------------- | --------- | ------------ | --------- | ------- | --------- |
| 13. februar 2018 | Superkombination (Herrer) | 30        | Christoffer Faarup   | 1:21,08 Styrtløb | 20        | 54,13 Slalom | 34        | 2:15,21 | +8,69     |
| 15. februar 2018 | Styrtløb (Herrer)         | 36        | Christoffer Faarup   | 1:44,48          | 36        | -            | -         | 1:44,48 | +4,23     |
| 16. februar 2018 | Super-G (Herrer)          | 32        | Christoffer Faarup   | 1:27,81          | 32        | -            | -         | 1:27,81 | +3,37     |
| 18. februar 2018 | Storslalom (Herrer)       | 60        | Casper Dyrbye Næsted | 1:20,33          | 69        | 1:18,01      | 56        | 2:38,34 | +20,30    |
| 22. februar 2018 | Slalom (Herrer)           | -         | Casper Dyrbye Næsted | Udgik            | -         | N/A          | -         | N/A     | -         |

### Curling

#### Kvalifikation
I curling forsøgte Danmark seriøst, at kvalificere sig til de to traditionelle konkurrencer for herrer og damer. 
Kvalifikation kunne opnås gennem deltagelse i A-VM i 2016 og 2017. Ved hvert mesterskab blev der optjent kvalifikationspoints og de øverste 7 nationer blev kvalificeret. Værtsnationen Sydkorea var på forhånd sikret én plads i alle tre konkurrencer. De danske herrer fik sølv ved VM i 2016 og fik derved 12 points, men deltog ikke ved VM i 2017. Derfor blev det samlet til 12 kvalifikationspoints og herrerne endte på 8’ende pladsen i kvalifikationen, lige udenfor de kvalificerede. De danske damer blev nummer 8 ved VM i 2016 og nummer 12 ved VM i 2017 og samlede kun 6 kvalifikationspoints sammen, hvilket placerede dem som nummer 10 i kvalifikationen også udenfor de kvalificerede. 

Sidste chance for kvalifikation var ved et særligt kvalifikationsstævne i Plzen, Tjekkiet i perioden 5. – 10. december 2017, hvor der var to pladser på spil. Såvel herrerne som damerne endte på andenpladsen og kvalificerede sig dermed på det yderste mandat til vinter-OL 2018. Følgende atleter var en del af kvalifikationen: 
| H/D    | Klub                  | Udøvere |
| ------ | --------------------- | --- |
| Herrer | Hvidovre CC, Hvidovre | Skip: Rasmus Stjerne Third: Johnny Frederiksen Second: Mikkel Poulsen Lead: Oliver Dupont Reserve: Morten Berg Thomsen |
| Damer  | Hvidovre CC, Hvidovre | Skip: Madeleine Dupont Third: Denise Dupont Second: Julie Høgh Lead: Mathilde Halse Reserve: Lina Knudsen              |

#### Udtagelse
Nedenfor er listet atleter, som blev udtaget af Danmarks Idrætsforbund’s bestyrelse på baggrund af en indstilling fra Dansk Curling Forbund. 
| H/D    | Udøvere |
| ------ | --- |
| Herrer | Skip: Rasmus Stjerne Third: Johnny Frederiksen Second: Mikkel Poulsen Lead: Oliver Dupont Reserve: Morten Berg Thomsen |
| Damer  | Skip: Madeleine Dupont Third: Denise Dupont Second: Julie Høgh Lead: Mathilde Halse Reserve: Lina Knudsen              |

#### Resultater
Nedenfor er listet de opnåede resultater. 
| Periode                | Konkurrence    | Placering | Navne                                                                              | Sejre | Nederlag | Bemærkning                         |
| ---------------------- | -------------- | --------- | ---------------------------------------------------------------------------------- | ----- | -------- | ---------------------------------- |
| 14. – 21. februar 2018 | Curling Damer  | 10        | Madeleine Dupont Denise Dupont Julie Høgh Mathilde Halse Lina Knudsen              | 1     | 8        | Ikke videre efter indledende runde |
| 14. – 21. februar 2018 | Curling Herrer | 10        | Rasmus Stjerne Johnny Frederiksen Mikkel Poulsen Oliver Dupont Morten Berg Thomsen | 2     | 7        | Ikke videre efter indledende runde |

### Freestyle skiløb

#### Kvalifikation
Til de 10 individuelle konkurrencer i freestyle skiløb var det ene kvalifikationskrav relativt let at klare. Det drejede sig om at opnå én top 30 placering i World Cup i perioden 1. juli 2016 til 21. januar 2018 eller ved VM 2017 i perioden 6. - 19. marts 2017 i Sierra Nevada, Spanien. Herudover skulle deltagerne have et minimum antal FIS-point, som var opgjort på en særlig olympisk rangliste (FIS-points), der dækkede perioden 1. juli 2016 - 22. januar 2018. Af dansk interesse var der særlig fokus på den kvindelige halfpipe konkurrence, hvor kravet var minimum 50 FIS-point). Selvom en udøver skulle have opnået ovennævnte formelle krav var der en begrænsning i antal af udøvere, der kunne deltage i hver disciplin. I den kvindelige halfpipe konkurrence var der således kun plads til 24 deltagere. Her endte Laila Friis-Salling som nummer 30 på kvalifikationslisten og kvalificerede sig dermed ikke umiddelbart. Men da flere nationer allerede havde brugt deres kvoter og et par nationer ikke udnyttede deres kvote, rykkede Laila Friis-Salling op på netop 24. pladsen og var derved kvalificeret.  
| H/D   | Udøver              | Disciplin |
| ----- | ------------------- | --------- |
| Damer | Laila Friis-Salling | Halfpipe  |

#### Udtagelse
29. januar 2018 kunne Danmarks Idrætsforbund’s bestyrelse udtage følgende på baggrund af en indstilling fra Danmarks Skiforbund. 
| H/D   | Udøver              | Disciplin |
| ----- | ------------------- | --------- |
| Damer | Laila Friis-Salling | Halfpipe  |

#### Resultater
Nedenfor er listet de opnåede resultater. 
| Dato             | Konkurrence                        | Placering | Navn                | 1. gennemløb | 2. gennemløb | Tællende gennemløb | Bemærkning                 |
| ---------------- | ---------------------------------- | --------- | ------------------- | ------------ | ------------ | ------------------ | -------------------------- |
| 19. februar 2018 | Halfpipe Kvalifikationsløb (Damer) | 23        | Laila Friis-Salling | 45,00        | 11,80        | 45,00              | Ikke videre i konkurrencen |

### Langrend

#### Kvalifikation
Kvalifikationen var i henhold til en særlig olympisk rangliste (FIS-points), der dækkede perioden 1. juli 2016 - 22. januar 2018. Der var de særlige forhold, at der maksimalt måtte kvalificeres 20 skiløbere pr. nation og en nation måtte højest stille med 4 deltagere pr. individuel konkurrence. Der var desuden opstillet et A-krav og et B-krav, hvor det sidste var den eneste realistiske mulighed for Danmark. Kravet lød på at skiløberen maksimalt måtte have 300 olympiske FIS-point ved periodens afslutning. Ved periodens slutning havde følgende kvalificeret sig til legene.
| H/D    | Udøver        | Disciplin |
| ------ | ------------- | --------- |
| Herrer | Martin Møller | 15 Km     |

#### Udtagelse
16. januar 2018 var kvalifikationen reelt afsluttet og Danmarks Idrætsforbund’s bestyrelse kunne udtage følgende på baggrund af en indstilling fra Danmarks Skiforbund. 
| H/D    | Udøver        | Disciplin             |
| ------ | ------------- | --------------------- |
| Herrer | Martin Møller | 15 Km Skiathlon 50 Km |

#### Resultater
Nedenfor er listet de opnåede resultater. 
| Dato             | Konkurrence    | Placering | Navn          | Sluttid   | Tidsdiff. |
| ---------------- | -------------- | --------- | ------------- | --------- | --------- |
| 16. februar 2018 | 15 km (Herrer) | 90        | Martin Møller | 39:35,4   | +5:51,5   |
| 24. februar 2018 | 50 km (Herrer) | 60        | Martin Møller | 2:36:10,8 | +27:48,7  |

### Hurtigløb på skøjter

#### Kvalifikation
Kvalifikation til alle 14 konkurrencer kunne ske gennem placeringen på en særlig kvalifikationsrangliste, der blev dannet på baggrund af 4 World Cup stævner. Disse stævner var i Heerenveen, Holland i perioden 10. – 12. november 2017, i Stavanger, Norge i perioden 17. – 19. november 2017, i Calgary, Canada i perioden 1. – 3. december 2017 og i Salt Lake City, USA i perioden 8. – 10. december 2017. Samtidig var der et tidsmæssigt krav, som deltagerne også skulle opfylde. Nedenfor er listet resultaterne for de danske hurtigløbere, som klarede det internationale kvalifikationskrav for en kvoteplads.
| H/D    | Udøver             | Disciplin  | Nr. på ranglisten |
| ------ | ------------------ | ---------- | ----------------- |
| Herrer | Viktor Hald Thorup | Massestart | 16                |
| Herrer | Stefan Due Schmidt | Massestart | 21                |
| Damer  | Elena Rigas        | Massestart | 5                 |

#### Udtagelse
19. december 2017 blev følgende tre hurtigløbere udtaget, som de første danske deltagere til vinter-OL 2018. Denne udtagelse blev foretaget af Danmarks Idrætsforbund’s bestyrelse på baggrund af en indstilling fra Dansk Skøjte Union.
| H/D    | Udøver             | Disciplin  |
| ------ | ------------------ | ---------- |
| Herrer | Viktor Hald Thorup | Massestart |
| Herrer | Stefan Due Schmidt | Massestart |
| Damer  | Elena Rigas        | Massestart |

#### Resultater
Nedenfor er listet de opnåede resultater. 
| Dato             | Konkurrence       | Navn               | Semifinalen Points | Placering | Tid     | Finalen Points | Placering | Tid     | Bemærkning                 |
| ---------------- | ----------------- | ------------------ | ------------------ | --------- | ------- | -------------- | --------- | ------- | -------------------------- |
| 24. februar 2018 | Massestart damer  | Elena Rigas        | 0                  | 9         | 8:54,39 | -              | -         | -       | èn hundrededel fra finalen |
| 24. februar 2018 | Massestart herrer | Viktor Hald Thorup | 5                  | 4         | 8:34,06 | 8              | 5         | 7:57,10 |                            |
| 24. februar 2018 | Massestart herrer | Stefan Due Schmidt | 40                 | 2         | 7:55,22 | 0              | 13        | 7:47,53 |                            |

### Ishockey
| Kvalifikation |
| --- |
| Uddybende artikel: Ishockey på skøjter under vinter-OL 2018 For både herrer og damer var Danmark relativt tæt på kvalifikation. Herrerne missede kvalifikationen efter VM i 2015, hvor der blev kvalificeret 8 hold. Derfor var de danske herrer nødt til at forsøge at kvalificere sig gennem en afgørende kvalifikationsturnering i Minsk, Hviderusland i perioden 1. – 4. september 2016. Her missede kvalifikationen også med to tabte kampe til Hviderusland og Slovenien og en sejr over Polen. I december 2017, hvor det russiske IOC blev udelukket fra vinter-OL 2018, var der diskussion i de danske medier om dette kunne betyde en "fribillet" for dansk deltagelse. Dette manifisterede sig ikke. · Damerne missede også kvalifikationen efter VM i 2016, hvor der blev kvalificeret 5 hold. Derfor var også de danske damer nødt til at forsøge at kvalificere sig gennem en afgørende kvalifikationsturnering i Arosa, Schweiz i perioden 9. – 12. februar 2017. Her missede kvalifikationen også med tre tabte kampe til Schweiz, Tjekkiet og Norge. |

### Kunstskøjteløb
| Kvalifikation |
| --- |
| Uddybende artikel: Kunstskøjteløb på skøjter under vinter-OL 2018 I kunstskøjteløb er der fire discipliner: Herrer, damer, parløb og isdans. Danmark havde ét konkurrencedygtigt par i isdans, der deltog ved VM i kunstskøjteløb i Helsinki, Finland i perioden 29. marts – 2. april 2017. VM 2017 var den første stor chance for kvalifikation, da de 19 bedste isdanserpar kvalificerede sig til vinter-OL 2018. Det danske par Laurence Fournier Beaudry og Nikolaj Sørensen sluttede på 13. pladsen og kvalificerede derved Danmark til en kvoteplads. Desværre er Laurence Fournier Beaudry canadisk statsborger og kan derfor ikke repræsentere Danmark ved OL og da Danmark ikke har et andet isdanserpar, der er konkurrencedygtig, måtte Danmark tilbagelevere kvotepladsen. |